# Clematis aromatica
Espèce
Classification phylogénétique
Clematis aromatica est une espèce de plante grimpante ligneuse de la famille des Ranunculaceae.

## Description
Petite plante dressée, frutescente, d'environ 1,50 mètre de haut, à tiges bifurquées, striées de noir finement velues. Feuilles parfois entières, mais plus souvent à cinq folioles largement ovales ou oblongues, obtuses et mucronées au sommet, courtement pétiolées, sauf la terminale qui est en outre parfois trilobée, toutes vert foncé, plus pâles en dessous et seulement poilues sur les bords. Fleurs disposées en cymes dichotomes, terminales, à pédoncules uniflores, de 4 à 5 centimètres de long, exhalant un parfum d'héliotrope très suave, petites, ayant à peine 2 centimètres de diamètre, à quatre sépales violet foncé, oblongs, acuminés, trinervés, pubescents sur les bords et très étalés pendant la floraison; étamines très nombreuses, à filets aplatis, blanc jaunâtre et poilus. Akènes arrondis et aplatis, à style allongé, dressé et poilu. Floraison estivale.

## Origine
Cultivé dans les jardins fort longtemps, principalement sous le nom de Clematis Caerulea odorata.
Clematis poizati, aujourd'hui considéré comme identique à cette espèce, a été obtenu avant 1840, par M. Poizat, de Lyon. Le Docteur Le Bèle le considère comme un hybride issu d'un croisement d'une espèce paniculée, avec une espèce des viticela. Cette origine est probablement aussi celle de Clematis aromatica, dont la provenance est inconnue.